# أل هاغينز
أل هاغينز هو لاعب هوكي الجليد كندي، ولد في 21 ديسمبر 1909 في تورونتو في كندا، وتوفي بنفس المكان في 28 يوليو 1991.

## وصلات خارجية
- أل هاغينز على موقع دوري الهوكي الوطني (الإنجليزية)
- أل هاغينز على موقع EliteProspects.com (الإنجليزية)
- أل هاغينز على موقع HockeyDB.com (الإنجليزية)
- أل هاغينز على موقع Hockey-Reference.com (الإنجليزية)